# Gods Bazuin Ministries
Gods Bazuin Ministries is een koepel van christelijke geloofsgemeenten in Suriname die verwant zijn aan de pinksterbeweging.

## Geschiedenis
Gods Bazuin ontstond in oktober 1963, toen voorganger Pudsey Meye een evangelisatiecampagne hield bij Spes Patriae. Hieruit ontstond een gemeente van meer dan 200 leden die sindsdien samenkwam. Formeel werd de kerk notarieel opgericht op 14 december 1963.
Op 31 maart 1968 werd een eigen gemeentegebouw in gebruik genomen. In processie liep de gemeente met zang van lofliederen en wuivend met palmen van de Keizerstraat, waar Spes Patriae gevestigd was, naar de Verlengde Keizerstraat, waar zich het nieuwe gebouw bevond op nummer 37.

### Gemeenten
De oudste GBM-gemeenten die direct uit de bediening van haar stichter, eerste voorganger en eerste bisschop, Pudsey Meye zijn voortgekomen, zijn Charisma Ministries (vroeger Gods Bazuin Boonweg), Gods Rivier Ministries (Gods Bazuin Christoffel Kerstenstraat) en de Roep van de Bruidegom (Gods Bazuin Sloote). Uit de moedergemeente ontstond in 1998 de Nieuwe Generatie Gemeente Gods Bazuin. 
Pudsey Meye leidde de gemeente ongeveer dertig jaar als 'herder'. Hij bekeerde een groot aantal mensen in en rondom Paramaribo, wat leidde tot de vestiging van dochtergemeenten. De eerste wijkgemeenten werden bij leden aan huis begonnen, zoals in Flora en Menkendam, en aan de Boonweg en Christophel Kerstenstraat. Ook trok hij het binnenland in, waar hij het evangelie bracht in dorpen langs de rivieren.

### Gods Bazuin Ministries
In 1994 werd de gemeente Gods Bazuin omgevormd tot Gods Bazuin Ministries, een stichting die een koepel vormt waar zich verschillende gemeenten onder voorwaarden bij kunnen aansluiten. Hiervan werd Pudsey Meye uitgeroepen tot de eerste bisschop. Nadat hij naar eigen zeggen een profetische aanwijzing had gehad van God droeg hij het bisschopsambt in 2002 over aan zijn zoon, pastor Steve Meye.
De viering van het vijftigjarig bestaan van de Gods Bazuin werd bijgewoond door president Desi Bouterse, een persoonlijke vriend van Meye. Tijdens het staatsbezoek van de Indiase president Ram Nath Kovind, waarschuwden geestelijk leiders van Gods Bazuin via social media niet deel te nemen aan yoga-oefeningen. Dit was een van de onderdelen tijdens het bezoek waaraan ook Bouterse deelnam. De reden was "aangezien yoga GEEN onderdeel is van het christelijk geloof, maar WEL een geestelijke belevenis", aldus het bericht.
In 2002 was de omvorming van de Volle Evangelie Gemeente tot bisdom een feit. De leiding van het bisdom werd uitgemaakt door een apostolisch team met aan het hoofd bisschop dr. Steve Meye.
In 2020 waren 65 gemeentes aangesloten bij Gods Bazuin Ministeries International.